# Jardin des Plantes (Paris)

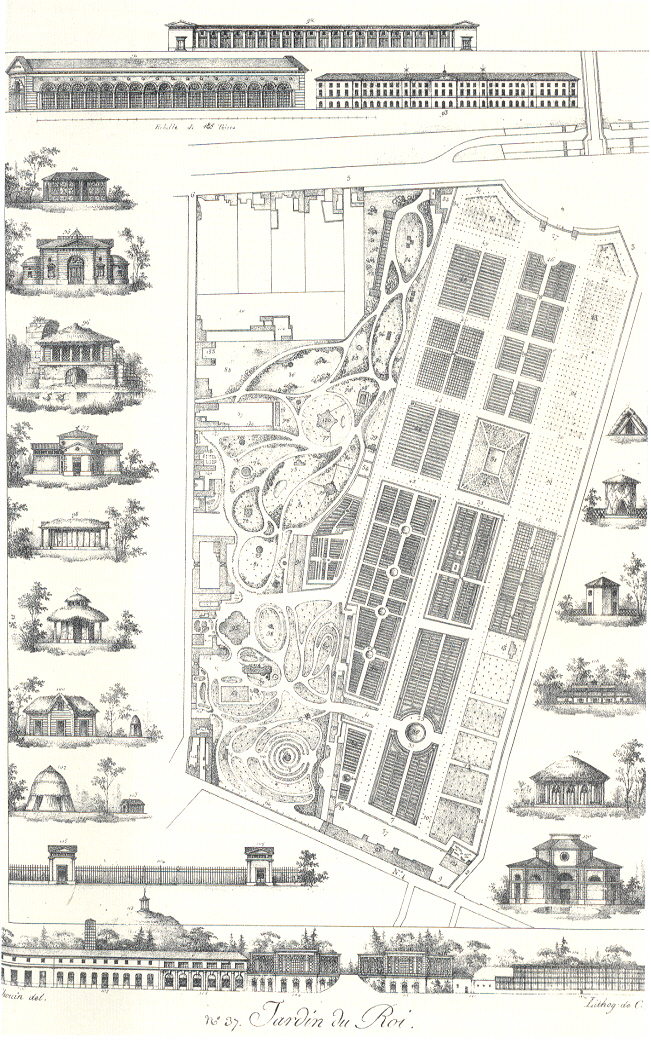
Jardin des Plantes, Tafel 37 aus dem Musterbuch Plans raisonnés de toutes les espèces de jardins von Gabriel Thouin, 1820. Der Plan zeigt alle Gebäude, Gewächshäuser und Tiergehege jener Zeit.

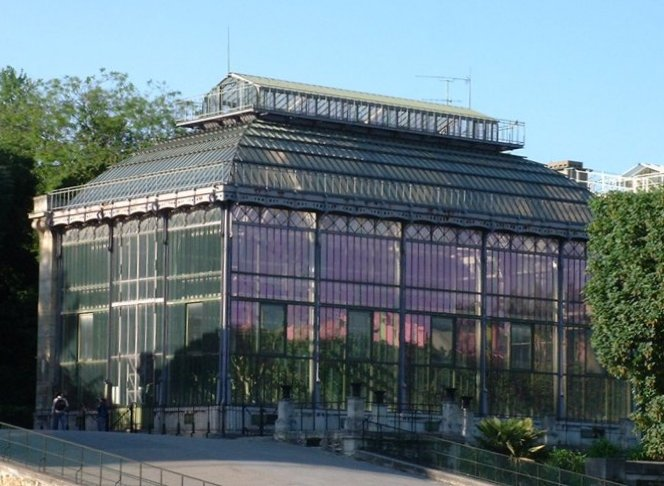
Kakteenhaus im Jardin des Plantes

Der Jardin des Plantes (französisch; „Pflanzengarten“) ist ein botanischer Garten in Paris mit einer Fläche von 23,5 ha. Er liegt im Südosten der Stadt, am südlichen Ufer der Seine im 5. Arrondissement zwischen der Pariser Moschee und der wissenschaftlichen Fakultät Jussieu. Der Garten wird umgrenzt von der Grande Galerie de l’Évolution, der Galerie de Paléontologie et d’Anatomie Comparée und der Ménagerie du Jardin des Plantes.

## Geschichte
Der bereits 1626 als Jardin des Plantes Médicinales angelegte und 1635 als Jardin du Roi der Öffentlichkeit zugänglich gemachte Garten ist der älteste Bestandteil des 1793 gegründeten Muséum national d’histoire naturelle. Der Garten wurde ursprünglich als Jardin royal des plantes médicinales (königlicher Heilkräutergarten) von den königlichen Leibärzten Ludwigs XIII., Jean Héroard (1551–1628) und Guy de La Brosse angelegt. Intendanten waren unter anderem Antoine Vallot (1652–1671), Leibarzt von Ludwig XIV., Guy-Crescent Fagon (1693) und Georges-Louis Leclerc de Buffon (1739).
Im 17. Jahrhundert diente der Garten als Ausbildungsstätte für Chirurgen, darunter Pierre Dionis (1643–1718).